# Bahnhof Dunkeld and Birnam

Bei dem Bahnhof Dunkeld and Birnam handelt es sich um den Bahnhof der schottischen Verbandsgemeinde Dunkeld und Birnam in der Council Area Perth and Kinross. Die Station liegt an der Highland Main Line und wurde 1856 eröffnet. Der Bahnhof wurde 1971 in die schottischen Denkmallisten in der höchsten Denkmalkategorie A aufgenommen.

## Verkehr
Der Bahnhof wurde als Endstation der Perth and Dunkeld Railway, einer Stichbahn der Scottish Midland Junction Railway, erbaut. Die Strecke war zuvor per Parlamentsbeschluss vom 10. Juli 1854 genehmigt worden. Der Bahnhof Birnam wurde am 7. April 1856 eröffnet. Im Laufe seiner Geschichte besaß er verschiedene Namen, darunter Birnam, Birnam and Dunkeld, Dunkeld and Birnam sowie Dunkeld. Durch die Highland Railway wurde die Strecke 1863 weitergeführt, sodass sie heute Teil der Highland Main Line ist. Der Bahnhof Dunkeld and Birnam wird von Zügen auf der Highland Main Line sowie dem Caledonian Sleeper bedient.

## Beschreibung
Der Bahnhof liegt am rechten Tay-Ufer am Südwestrand von Birnam an der A9. Für den Entwurf der Anlage zeichnet der schottische Architekt Andrew Heiton verantwortlich. Sie gilt als guterhaltenes Exemplar schottischer Bahnhofsarchitektur im mittleren 19. Jahrhundert.
Das einstöckige Bahnhofsgebäude ist sieben Achsen weit und annähernd symmetrisch aufgebaut. Sein Mauerwerk besteht aus grob zu Quadern behauenem Bruchstein, wobei Details aus Sandsteinquadern ausgeführt sind. An der gestuften nordostexponierten Hauptfassade treten drei Giebel heraus. Die Öffnungen des Eingangsbereiches am zentralen Giebel sind mit unterschiedlichen Bögen ausgeführt. Entlang der Fassade sind gekuppelte Fenster mit steinernen Pfosten eingelassen. Von den schiefergedeckten Dächern ragen hohe oktogonale beziehungsweise quadratische Kamine auf.
Der Durchgangsbahnhof verfügt über zwei Gleise. Den Übergang leistet eine Fachwerkbrücke aus Gusseisen. Sie entspricht dem Standardmodell, das entlang der Highland Railway installiert wurde.